# Meteorium taiwanense
Meteorium taiwanense är en bladmossart som beskrevs av Noguchi 1948. Meteorium taiwanense ingår i släktet Meteorium och familjen Meteoriaceae. Inga underarter finns listade i Catalogue of Life.